# 开普有色人种
開普敦有色人種是一種混合人種，由南非人、高加索人種（荷蘭人、德國人）、馬拉加什人與印尼人混合而成。人口大約四百萬，他們母語是南非語，也有說英語。信仰上80%是基督徒，5%是穆斯林。他們不只分布於南非，納米比亞與辛巴威也有他們。
他們也有不同分支，有一支叫開普馬來人，地位較高。